# Maymena misteca
Espèce
Maymena misteca est une espèce d'araignées aranéomorphes de la famille des Mysmenidae.

## Distribution
Cette espèce est endémique du Mexique. Elle se rencontre au Guerrero et en Oaxaca.

## Description
La femelle holotype mesure 2,3 mm.

## Publication originale
- Gertsch, 1960 : Descriptions of American spiders of the family Symphytognathidae. American Museum novitates, no 1981, p. 1-40 (texte intégral).